# Рада миру Туреччини
Рада миру (тур. Yurtta Sulh Konseyi) — самопроголошений орган влади в Туреччині, створений під час спроби військового перевороту 15 липня 2016 року. Лідером ради, за офіційними даними, є колишній співробітник Генштабу Туреччини, полковник у відставці Мухаррем Кьосе.

## Події
Рада миру була сформована під час спроби захоплення влади в країні військовими та усунення правлячої Партії справедливості і розвитку і президента Реджепа Таїпа Ердогана від влади. Про формування ради було оголошено у прямому ефірі телеканалу TRT, після того як його штаб-квартиру захопили військові. У заяві було сказано, що мета Ради миру — «відновлення конституційного ладу, прав і свобод людини, правопорядку та загальної безпеки, які були порушені». Також було оголошено про підготовку нової конституції країни.